# 부가가치세

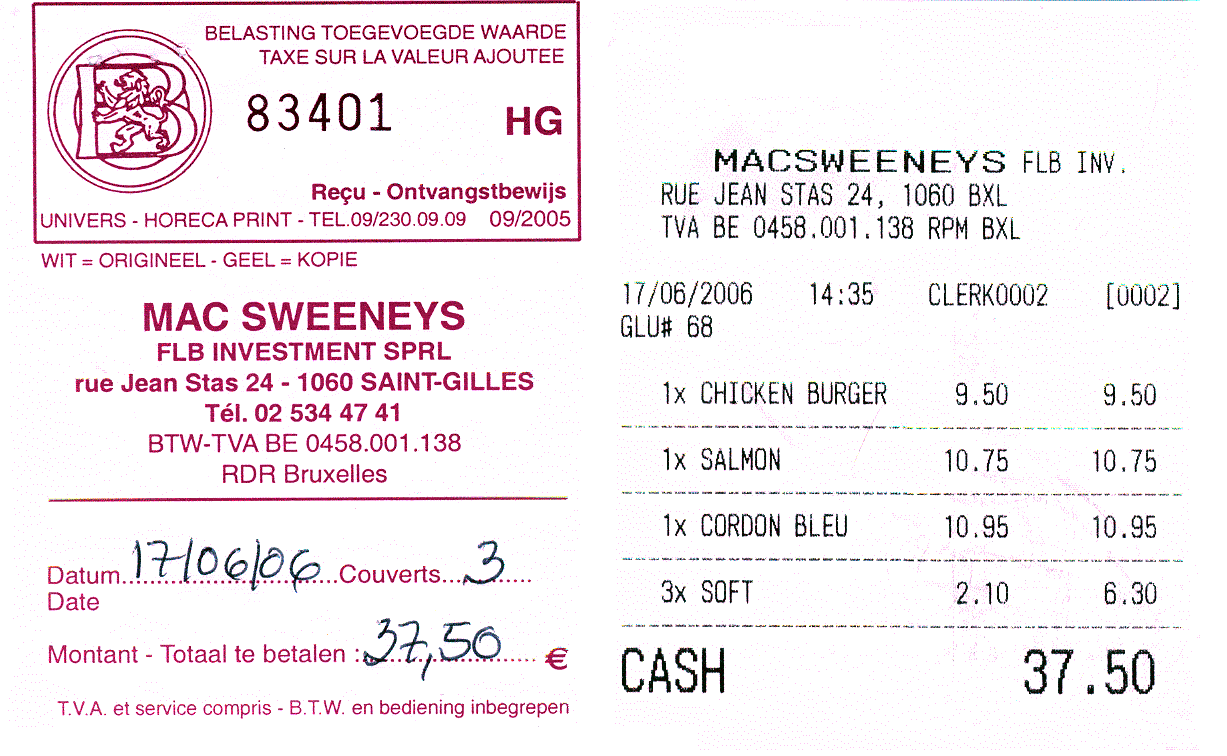

부가가치세(附加價値稅, 영어: value-added tax, VAT, goods and services tax, GST)는 제품이나 용역이 생산·유통되는 모든 단계에서 기업이 새로 만들어 내는 가치인 부가가치에 대해 부과하는 세금이다. 부가세 계산기
부가가치세(VAT)는 재화 및 서비스세(GST)로 알려져 있으며, 점진적으로 평가되는 세금의 한 종류이다. 최종소비자에 대한 생산, 유통 또는 판매의 각 단계에서 제품 또는 서비스의 가격에 부과된다. 최종소비자가 제품이나 서비스에 대한 부가가치세를 징수해 정부에 납부하는 사업자라면 납부한 세금을 환급받을 수 있다. 그것은 판매세와 유사하며, 종종 비교되기도 한다. 부가가치세는 궁극적으로 세금의 부담을 지는 자가 반드시 과세당국에 세금을 납부하는 자와 동일한 자가 아니기 때문에 간접세에 해당한다.
모든 지역에서 부가세가 부과되는 것은 아니며, 수출품은 종종 면제된다. 부가가치세는 보통 목적지세로 시행되는데, 여기서 세율은 소비자의 위치를 기준으로 판매가격에 적용된다. 부가가치세, GST, 일반소비세라는 용어가 혼용되기도 한다. 부가가치세는 전 세계적으로 그리고 경제협력개발기구(OECD) 회원국들 사이에서 총 세수의 약 5분의 1을 차지한다. 2023년 6월 현재 UN 정회원국 193개국 중 미국을 제외한 모든 OECD 회원국을 포함하여 175개국이 부가가치세를 사용하고 있으며, 많은 국가들이 판매세 제도를 대신 사용하고 있다.
부가세 산정 방법은 크게 신용장 또는 송장 기반 방법과 차감 또는 계좌 기반 방법 두 가지가 있다. 신용장 방식은 매출 거래에 대해 세금을 부과하고 거래에 대한 부가세를 고객에게 안내하며, 기업은 투입물 및 서비스에 대해 납부한 부가세에 대해 신용장을 받을 수 있다. 신용장 방식이 단연 일반적이며 일본을 제외한 모든 국가의 부가세가 사용하고 있다. 공제방식은 신고기간이 종료되는 사업자가 모든 과세대상 매출액을 계산하여 모든 과세대상 매입액의 합계액을 공제하고 그 차액에 부가가치세율을 적용하는 방식이다. 공제방식의 부가가치세는 미국 정치인들의 최근 세제개혁안 중 하나로 종종 "평탄세"라는 명칭을 사용하고 있지만 현재 일본에서만 사용되고 있다. 두 가지 방법 모두 징수를 돕거나 세금 사기와 탈루에 대항하기 위해 만들어진 특정 재화와 거래에 대한 계산 방법에 예외가 있다.
우리나라는 전단계세액공제법을 활용하는데 어렵지만 업계 종사자라면 반드시 알아야 한다!

## 역사
소비세는 프랑스 재무부 관리인 모리스 로레가 고안한 간접세의 한 종류이다. 재화와 서비스의 거래에서 발생하는 부가가치에 주목하여 과세하는 구조이기 때문에, 서양에서는 VAT(Value - Added Tax , VAT) 또는 GST(Goods and Services Tax, 소비세)로 불린다.
현대적인 조세로 부가가치세가 그 모습을 나타낸 것은 1954년 프랑스가 최초라 할 것이다. 1954년 부가가치세 도입은 종전 소비세의 불완전한 거래세, 판매세를 조합한 것을 대신한 것으로 공업부문만을 대상으로 하는 부분적인 과세제도였다. 이후 1968년에 부가가치세의 과세범위를 도매까지 확장하는 동시에 용역을 부가가치세의 과세대상에 포함시키므로 실질적 의미의 부가가치세가 시행되었다고 볼 수 있다.

## 생성과 도입

### 생성
부가가치세의 개념 및 이론적 생성에 있어서는 제1차 세계대전 이후 유럽의 판매세(Sales tax)의 발전단계를 주목할 수 있지만, 그 이론적 근원은 미국의 조세경제학자들의 이론으로 보아야 할 것이라는 견해가 있다. 미국의 조세경제학자들은 부가가치세가 시장제도의 유효성과 효율성을 감소시키지 않고 국가재정을 충분히 조달할 수 있는 중립적인 조세라는 점에 관심을 가졌다.

### 도입
1960년대 말과 1970년대 초 유럽 국가들을 중심으로 도입된 이후 빠르게 전 세계로 확산되어 현재 130여 개 국가에서 도입, 운영되고 있다. 대한민국에서는 1977년 7월 1일부터 시행하였다.
<OECD 국가들의 부가가치세 도입연도>
| 국가명   | 실시연도 | 국가명     | 실시연도 | 국가명     | 실시연도 | 국가명   | 실시연도 | 국가명     | 실시연도 | 국가명     | 실시연도 | 국가명     | 실시연도 |
| -------- | -------- | ---------- | -------- | ---------- | -------- | -------- | -------- | ---------- | -------- | ---------- | -------- | ---------- | -------- |
| 핀란드   | 1964.1   | 스웨덴     | 1969.1   | 오스트리아 | 1973.1   | 대한민국 | 1977.7   | 뉴질랜드   | 1986.5   | 캐나다     | 1991.1   | 스위스     | 1995.1   |
| 덴마크   | 1967.7   | 룩셈부르크 | 1970.1   | 이탈리아   | 1973.1   | 멕시코   | 1980.1   | 그리스     | 1987.1   | 에스토니아 | 1992.1   | 슬로베니아 | 1997.1   |
| 프랑스   | 1968.1   | 노르웨이   | 1970.1   | 영국       | 1973.4   | 터키     | 1985.1   | 헝가리     | 1988.1   | 슬로바키아 | 1993.1   | 호주       | 2000.7   |
| 독일     | 1968.1   | 벨기에     | 1971.1   | 칠레       | 1975.3   | 포르투갈 | 1986.1   | 일본       | 1989.4   | 체코       | 1993.1   |            |          |
| 네덜란드 | 1969.1   | 아일랜드   | 1972.11  | 이스라엘   | 1976.7   | 스페인   | 1986.1   | 아이슬란드 | 1990.1   | 폴란드     | 1993.7   |            |          |

## 실행
부가가치세를 시행하는 표준 방법은 기업이 제품 가격에서 이전에 제품에 대해 지불한 모든 세금을 뺀 일부를 빚지고 있다고 가정하는 것다.
징수방법에 따라 부가가치세는 계좌기준 또는 송장기준이 될 수 있다. 각 판매자는 청구서 방식으로 산출물에 대해 부가세율을 부과하고 구매자에게 부과된 세액을 나타내는 특별 청구서를 전달한다. 자기매출액(산출세)에 대한 부가가치세 과세대상인 구매자는 매입계산서상의 세금을 매입세액으로 간주하고, 그 금액을 자기의 부가가치세 채무에서 공제할 수 있다. 매출세액과 매입세액의 차액은 정부에 지급(또는 마이너스 채무의 경우 환급 청구)된다. 계정 기반 방식에서는 이러한 특정 송장이 사용되지 않는다. 대신, 세금은 수입과 허용 구매 사이의 차이로 측정되는 부가가치에 대해 계산된다. 오늘날 대부분의 국가들은 송장 방법을 사용하고 있지만, 유일한 예외는 계정 방법을 사용하는 일본이다.
부가가치세(일반적인 회계뿐만 아니라)는 징수시기에 따라 발생액 또는 현금 기준이 될 수 있다.
현금기준 회계는 매우 단순한 회계형태이다. 재화 또는 용역의 판매에 대한 대금을 수령한 경우에는 입금을 하고, 판매가 언제 이루어졌든 자금을 수령한 날을 기준으로 수익을 계상한다. 수표는 청구서를 지불할 수 있는 자금이 있을 때 작성되며, 비용은 언제 발생했는지와 관계없이 수표 날짜 기준으로 기록된다. 1차적으로는 은행의 현금 액수에 초점을 맞추고, 2차적으로는 모든 청구서가 지불되도록 하는 것에 초점을 맞추고 있다. 수입을 수입이 발생한 기간에 맞추거나 지출을 발생한 기간에 맞추려는 노력은 거의 없다.
발생주의 회계는 수익을 벌어들인 기간과 일치시키고 비용을 발생시킨 기간과 일치시킨다. 현금기준 회계보다 복잡하지만 비즈니스에 대한 정보를 훨씬 더 많이 제공한다. 발생액 기준을 사용하면 미수금(신용 판매 시 고객이 지불해야 하는 금액) 및 지불금(신용 구매 시 공급업체가 지불해야 하는 금액)을 추적할 수 있다. 발생액 기준을 통해 수익과 수익에 소요되는 비용을 일치시켜 보다 의미 있는 재무 보고서를 제공할 수 있다.

## 사업자등록
일반적으로 부가가치세 제도가 있는 국가들은 부가가치세 목적으로 대부분의 사업자를 등록하도록 요구하고 있다. 과세사업자는 자연인 또는 법인일 수 있지만, 국가별로 이직률 등록이 의무화되는 기준이나 규정이 다를 수 있다. 과세사업자는 다른 과세사업자로부터 취득한 재화 및 용역에 대해 납부한 부가가치세를 공제한 후, 그들이 다른 사람에게 공급한 재화 및 용역에 대해 부가가치세(일부 예외사항 제외)를 부가하고 과세당국에 부가가치세를 신고해야 한다.

## 판매세와 비교
부가가치세는 생산단계별 부가가치에 대해서만 과세함으로써 판매세의 연쇄효과를 회피한다. 이 때문에 세계적으로 부가가치세가 전통적인 판매세보다 유리한 고지를 점하고 있다. 부가가치세는 원칙적으로 상품 및 서비스의 모든 조항에 적용된다. 부가가치세는 거래(판매/구매)가 있을 때마다 제공된 재화 또는 서비스의 가치를 평가하여 징수한다. 판매자는 구매자에게 부가가치세를 부과하고, 판매자는 이 부가가치세를 정부에 납부한다. 그러나 구매자가 최종 사용자가 아니라 구매한 상품이나 서비스가 사업에 대한 비용이라면, 구매자가 지불한 세금을 고객에게 부과하는 세금에서 공제할 수 있다. 정부는 차액만 받고, 다시 말해, 각 거래의 총 마진에 대해 판매 체인의 각 참가자에 의해 세금을 지불한다.
판매세는 수직적 통합을 장려하고, 따라서 제품에 부가된 가치만 과세하는 것이 아니라 각 생산 단계에서 제품의 전체 가치를 과세한다는 사실 때문에 전문화와 무역을 저해한다.
인도와 같은 많은 개발도상국에서는 높은 실업률과 낮은 1인당 소득이 다른 소득원을 부적절하게 만들기 때문에 판매세/VAT가 주요 수입원이다. 하지만, 이는 일부 자치권뿐만 아니라 징수하는 세입의 전반적인 감소로 이어지기 때문에 많은 하위 국가 정부들의 강한 반발이 있다.
일반적으로 판매세는 최종 사용자(소비자)에게 부과된다. 부가세 메커니즘은 최종 사용자 세금이 판매세와 동일하다는 것을 의미한다. 부가가치세의 가장 큰 단점은 공급망의 중간에 있는 사람들이 필요로 하는 추가 회계이다. 이는 최종 사용자와 최종 사용자로 간주되지 않는 일련의 규칙이 필요하지 않다는 단순성과 균형을 이룬다. 부가가치세 제도가 뉴질랜드의 GST와 같은 면제 혜택이 거의 없는 경우라면 부가가치세 납부는 더욱 간단하다.
일반적인 경제적 생각은 판매세가 충분히 높으면 사람들은 광범위한 탈세 활동을 시작한다는 것이다. 반면, 부가가치세 총세율은 징수방식 때문에 광범위한 회피 없이 10% 이상 인상될 수 있다. 그러나 부가가치세는 특정 징수 메커니즘 때문에 회전목마 사기와 같은 특정 사기의 대상이 되며, 이는 주정부의 세수 손실 측면에서 매우 높아질 수 있다.

## 수출입
부가가치세는 소비세이기 때문에 보통 판매세를 대체하는 수단으로 사용된다. 궁극적으로 내부 메커니즘은 다르지만 동일한 사람과 기업에 동일한 금액의 세금을 부과한다. 수입품과 수출품의 부가가치세와 판매세는 상당한 차이가 있다.
수출되는 상품은 부가세가 부과되지만 판매세는 부과되지 않는다. 수입 물품의 가격 전액에 대해서는 판매세가 지불되며, 수입자와 재판매자가 이 물품에 부가된 가치에 대해서만 부가세가 부과될 것으로 예상된다. 이는 특별한 조치 없이 부가세가 부과되는 한 국가에서 판매세가 부과되는 다른 국가로 상품을 수출할 경우 두 번의 세금이 부과된다는 것을 의미한다.
반대로, 부가가치세가 없는 나라에서 다른 나라로 수입되는 상품은 판매세가 부과되지 않고 보통의 부가가치세의 극히 일부만 부과된다. 부가가치세 제도나 세율이 다른 국가 간에 수입/수출되는 상품에 대한 과세도 상당한 차이가 있다. 판매세는 그런 문제가 없다. 수입 제품과 국내 제품 모두 동일한 방식으로 부과되며, 두 번 부과되는 경우는 없다.
이 문제를 해결하기 위해 VAT를 사용하는 거의 모든 국가는 수출입 상품에 대해 특별한 규칙을 사용한다.
```
-모든 수입품은 최초 판매 시 전액 부가세가 부과한다.
-모든 수출품은 부가세 납부가 면제된다.
```

이러한 이유로 수입품에 대한 부가세와 수출품에 대한 부가세 리베이트는 세계무역기구(WTO)가 승인한 일반적인 관행을 형성한다.
예시
→ 독일에서는 제품을 $2,500+VAT($3,000)에 독일 대리점에게 판매한다. 독일 대리점은 주 정부에 부가세(현지 법률 및 주 정부 기준 환급 시간 변경)를 반환 청구한 후 고객에게 부가세를 청구한다.
→ 미국에서는 다른 미국 대리점에게 면제 증명서와 함께 2,500달러(판매세 미포함)에 제품을 판매한다. 미국 대리점이 고객에게 판매세를 부과할 것다.
- 참고: 유럽에서 채택된 부가가치세 제도는 규정 준수비용으로 인해 기업의 현금흐름에 영향을 주고 세금을 과다 청구하여 정부가 사기를 당할 위험이 있다.

국가간 B2B 판매의 경우에는 다르며, 여기에는 역부담금(부가가치세 미부과) 또는 판매세 면제가 적용될 것이고, B2C 판매의 경우 판매자는 부가가치세 또는 판매세를 소비자 국가에 납부해야 한다(판매자에 대한 관할권 없이 외국 회사에 과세대상 거주자/국민의 세금 납부를 요청하여 논란이 되는 상황이 발생함).

## 세율

#### 아시아 국가
| 국가            | 표준세율 | 감소세율      | 약자                                                         |
| --------------- | -------- | ------------- | ------------------------------------------------------------ |
| 대한민국        | 10%      |               | VAT = 부가세(附加稅) 또는 부가가치세(附加價値稅)             |
| 일본            | 10%      | 8%            | 소비세 = 消費税                                              |
| 인도5           | 12.5%    | 4%, 1%, or 0% | VAT = Valued Added Tax                                       |
| 인도네시아      | 10%      | 5%            | PPN = Pajak Pertambahan Nilai                                |
| 싱가포르        | 9%       |               | GST = Goods and Services Tax                                 |
| 중화민국        | 5%       |               |                                                              |
| 중화인민공화국3 | 16%      | 6% or 3%      | 중국어 정체자: 增值税, 병음: zēng zhí shuì                   |
| 태국            | 7%       |               | VAT = Value Added Tax, ภาษีมูลค่าเพิ่ม                            |
| 베트남          | 10%      | 5% or 0%      | GTGT = Giá Trị Gia Tăng                                      |
| 말레이시아9     | 6%       |               | GST = Goods and Services Tax (정부세)                        |
| 필리핀          | 12%10    |               | RVAT = Reformed Value Added Tax 현지에서는 Karagdagang Buwis |

#### EU 국가
| 국가        | 표준세율 | 감소세율                                | 약자         | 이름                                                                           |
| ----------- | -------- | --------------------------------------- | ------------ | ------------------------------------------------------------------------------ |
| 오스트리아  | 20%      | 12% 또는 10%                            | USt.         | Umsatzsteuer                                                                   |
| 벨기에      | 21%      |                                         | BTW TVA MWSt | Belasting over de toegevoegde waarde Taxe sur la Valeur Ajoutée Mehrwertsteuer |
| 불가리아    | 20%      | 0% 또는 7%                              | ДДС          | Данък добавена стойност                                                        |
| 키프로스    | 15%      | 5% (택시와 버스 교통수단은 8%)          | ΦΠΑ          | Φόρος Προστιθέμενης Αξίας                                                      |
| 체코        | 20%      | 10%                                     | DPH          | Daň z přidané hodnoty                                                          |
| 덴마크      | 25%      | n/a                                     | moms         | Meromsætningsafgift                                                            |
| 에스토니아  | 20%      | 9%                                      | km           | käibemaks                                                                      |
| 핀란드      | 24%      | 13% or 9%                               | ALV Moms     | Arvonlisävero Mervärdesskatt                                                   |
| 프랑스      | 20%      | 5.5% or 2.1%                            | TVA          | Taxe sur la valeur ajoutée                                                     |
| 독일        | 19%      | 7%                                      | MwSt./USt.   | Mehrwertsteuer/Umsatzsteuer                                                    |
| 그리스      | 23%      | 13% or 6.5% (16%, 8% and 4% on islands) | ΦΠΑ          | Φόρος Προστιθέμενης Αξίας                                                      |
| 헝가리      | 27%      | 18% or 5%                               | ÁFA          | Általános forgalmi adó                                                         |
| 아일랜드    | 21%      | 13.5%, 4.8% 또는 0%                     | CBL VAT      | Cáin Bhreisluacha (Irish) Value Added Tax (English)                            |
| 이탈리아    | 22%      | 10% or 4%                               | IVA          | Imposta sul Valore Aggiunto                                                    |
| 라트비아    | 22%      | 0% or 12%                               | PVN          | Pievienotās vērtības nodoklis                                                  |
| 리투아니아  | 21%      | 9% or 5%                                | PVM          | Pridėtinės vertės mokestis                                                     |
| 룩셈부르크  | 15%      | 12%, 9%, 6%, or 3%                      | TVA          | Taxe sur la Valeur Ajoutée                                                     |
| 몰타        | 18%      | 5%                                      | VAT          | Taxxa tal-Valur Miżjud                                                         |
| 네덜란드    | 21%      | 6% or 0%                                | BTW          | Belasting over de toegevoegde waarde                                           |
| 폴란드      | 23%      | 8%, 5% or 0%                            | PTU/VAT      | Podatek od towarów i usług                                                     |
| 포르투갈    | 23%      | 13% or 6%                               | IVA          | Imposto sobre o Valor Acrescentado                                             |
| 루마니아    | 24%+     | 9%, 5% (최초주택구입자)                 | TVA          | Taxa pe valoarea adăugată                                                      |
| 슬로바키아  | 19%      | 10%                                     | DPH          | Daň z pridanej hodnoty                                                         |
| 슬로베니아  | 20%      | 8.5%                                    | DDV          | Davek na dodano vrednost                                                       |
| 스페인      | 21%      | 8% or 4%                                | IVA          | Impuesto sobre el Valor Añadido                                                |
| 카나리 제도 | 5%       | 0% or 2%                                | IGIC         | Impuesto General Indirecto Canario                                             |
| 스웨덴      | 25%      | 12% or 6%                               | Moms         | Mervärdesskatt                                                                 |
| 크로아티아  | 23%      | 10% or 0%                               | PDV          | Porez na dodanu vrijednost                                                     |

#### 비 EU 국가
| 국가                  | 표준세율                    | 감소세율               | 현지명 |
| --------------------- | --------------------------- | ---------------------- | --- |
| 알바니아              | 20%                         | 0%                     | TVSH = Tatimi mbi Vlerën e Shtuar |
| 아제르바이잔          | 18%                         | 10.5% or 0%            | ƏDV = Əlavə dəyər vergisi |
| 아르헨티나            | 21%                         | 10.5% or 0%            | IVA = Impuesto al Valor Agregado |
| 아르메니아            | 20%                         | 0%                     | AAH = Avelac’vaç aržek’i hark ԱԱՀ = Ավելացված արժեքի հարկ |
| 오스트레일리아        | 10%                         | 0%                     | GST = Goods and Services Tax |
| 벨라루스              | 20%                         |                        | ПДВ = Падатак на дададзеную вартасьць |
| 바베이도스            | 15%                         |                        | VAT = Value Added Tax |
| 보스니아 헤르체고비나 | 17%                         | 0%                     | PDV = Porez na dodanu vrijednost |
| 브라질                | 12% + 25% + 5%              | 0%                     | *IPI - 12% = Imposto sobre produtos industrializados (공산품세 - 연방세) ICMS - 25% = Imposto sobre circulação e serviços (상업, 서비스세 - 국세 ISS - 5% = Imposto sobre serviço de qualquer natureza (서비스세 - 시세 *IPI = Imposto sobre produtos industrializados (공산품세 - 수입품에는 60%까지 부과될 수 있음) |
| 볼리비아              | 13%                         |                        | IVA = Impuesto al Valor Agregado |
| 캐나다                | 5%                          | 4.5%2, 0%              | GST = Goods and Services Tax TPS = Taxe sur les produits et services HST = Harmonized Sales Tax TVH = Taxe de vente harmonisée |
| 칠레                  | 19%                         |                        | IVA = Impuesto al Valor Agregado |
| 콜롬비아              | 16%                         |                        | IVA = Impuesto al Valor Agregado |
| 영국                  | 20%                         | 5% ~ 0%                | VAT = Value Added Tax TAW = Treth Ar Werth |
| 도미니카 공화국       | 16%                         | 12% or 0%              | ITBIS = Impuesto sobre Transferencia de Bienes Industrializados y Servicios |
| 에콰도르              | 12%                         |                        | IVA = Impuesto al Valor Agregado |
| 이집트                | 10%                         |                        | VAT = Value Added Tax (الضريبة على القيمة المضافة) |
| 엘살바도르            | 13%                         |                        | IVA = Impuesto al Valor Agregado |
| 피지                  | 12.5%                       | 0%                     | VAT = Value Added Tax |
| 조지아                | 18%                         | 0%                     | DGhG = Damatebuli Ghirebulebis gdasakhadi დღგ დამატებული ღირებულების გადასახადი |
| 과테말라              | 12%                         |                        | IVA = Impuesto al Valor Agregado |
| 가이아나              | 16%                         | 0%                     | VAT = Value Added Tax |
| 이란                  | 3%                          |                        | VAT = Value Added Tax (مالیات بر ارزش افزوده) |
| 아이슬란드            | 25.5%                       | 7%4                    | VSK VASK = Virðisaukaskattur |
| 이스라엘6             | 16%7                        |                        | Ma'am = מס ערך מוסף |
| 저지섬8               | 3%                          | 0%                     | GST = Goods and Services Tax |
| 요르단                | 16%                         |                        | GST = Goods and Sales Tax |
| 카자흐스탄            | 12%                         |                        | ҚCҚ = Қосымша салық құны (Kazakh) НДС = Налог на добавленную стоимость (Russian)) VAT = Value Added Tax |
| 코소보                | 16%                         |                        | TVSH = Tatimi mbi Vlerën e Shtuar |
| 레바논                | 10%                         |                        | TVA = Taxe sur la valeur ajoutée |
| 모로코                | 20%                         |                        | GST = Goods and Sales Tax (الضريبة على القيمة المضافة) |
| 몰도바                | 20%                         | 8%, 5% or 0%           | TVA = Taxa pe Valoarea Adăugată |
| 북마케도니아          | 18%                         | 5%                     | ДДВ = Данок на Додадена Вредност DDV = Danok na Dodadena Vrednost |
| 멕시코                | 16%                         | 11%, 0%                | IVA = Impuesto al Valor Agregado |
| 몬테네그로            | 17%                         |                        | PDV = Porez na dodatu vrijednost |
| 모리셔스              | 15%                         |                        | VAT = Value Added Tax |
| 뉴질랜드              | 15%                         |                        | GST = Goods and Services Tax |
| 노르웨이              | 25%                         | 14% or 8%              | MVA = Merverdiavgift (bokmål) meirverdiavgift (nynorsk) (informally moms) |
| 팔레스타인            | 14.5%                       |                        | VAT = Value Added Tax |
| 파키스탄              | 16%                         | 1% or 0%               | GST = General Sales Tax |
| 파나마                | 5%                          |                        | ITBMS = Impuesto de Transferencia de Bienes Muebles y Servicios |
| 파라과이              | 10%                         | 5%                     | IVA= Impuesto al Valor Agregado |
| 페루                  | 19%                         |                        | IGV = Impuesto General a la Ventas |
| 러시아                | 20%                         | 10% or 0%              | НДС = Налог на добавленную стоимость NDS = Nalog na dobavlennuyu stoimost’ |
| 세르비아              | 18%                         | 8% or 0%               | ПДВ = Порез на додату вредност PDV = Porez na dodatu vrednost |
| 남아프리카 공화국     | 14%                         | 0%                     | VAT = Valued Added Tax |
| 스리랑카              | 12%                         |                        | |
| 스위스                | 7.6% (8% from 2011 to 2017) | 호텔 3.6%, 소비재 2.4% | MWST = Mehrwertsteuer TVA = Taxe sur la valeur ajoutée IVA = Imposta sul valore aggiunto TPV = Taglia sin la Plivalur |
| 트리니다드 토바고     | 15%                         |                        | |
| 튀르키예              | 18%                         | 8% or 1%               | KDV = Katma değer vergisi |
| 우크라이나            | 20%                         | 0%                     | ПДВ = Податок на додану вартість PDV = Podatok na dodanu vartist’. |
| 우루과이              | 22%                         | 10%                    | IVA = Impuesto al Valor Agregado |
| 우즈베키스탄          | 15 %                        |                        | НДС = Налог на добавленную стоимость |
| 베네수엘라            | 12%                         | 11%                    | IVA = Impuesto al Valor Agregado |

#### 세율 동향
2008년 글로벌 경제위기 이후 각국은 재정건전화 정책을 통해 재정수입 증대방안(Revenue enhancement Measures)을 내놓았으며, 이 가운데 회원국의 75% 이상이 소비세를 증세대상으로 하였음. OECD국가들의 평균 부가가치세율은 2009년 이후 인상되는 추세를 보여 5년간 1.6%p 인상되었으며, 평균 부가가치세율은 2009년 17.6%에서 2021년 19.3%로 인상되었음.
2020년 발생한 코로나19에 대응하기 위한 재정정책으로, 각국은 부가가치세율의 한시적 인하 조치 및 납세이연･조기환급 등의 세무행정 조치를 적극 활용함으로써 소비를 진작하고 사업자들의 세부담 및 유동성 위험을 완화하고자 하였다.

## 비평
부가가치세는 개인 실수요자들의 부담이라는 지적을 받아왔다. 일부 비평가들은 그것을 퇴행적인 세금이라고 생각하는데, 가난한 사람들이 부자들보다 수입의 비율로 더 많이 낸다는 것을 의미한다. 옹호론자들은 소득과 세금 수준을 연관 짓는 것은 자의적인 기준이며 부가가치세는 사실상 비례세라고 주장한다. OECD의 한 연구는 소득이 높은 사람들이 더 많이 소비할수록 더 많은 세금을 지불하기 때문에 그것은 약간의 누진성을 가질 수 있지만 빈곤층에게는 여전히 상당한 형평성을 가져올 수 있다는 것을 발견했다. 부가가치세 제도의 효과적인 회귀성은 다른 종류의 상품이 다른 세율로 과세될 때에도 영향을 미칠 수 있다. 부가가치세를 시행하는 일부 국가들은 저소득층에 대한 소득세를 줄이고 저소득층에 대한 직접적인 이전 지급을 제도화함으로써 빈곤층의 세금 부담을 낮추었다.
부가가치세 수입은 관리와 징수가 어렵고 비용이 많이 들기 때문에 예상보다 낮은 경우가 많다. 그러나 역사적으로 개인 소득세와 법인세의 징수가 미약했던 많은 나라에서 부가가치세 징수는 다른 유형의 세금보다 더 성공적이었다. 부가가치세는 무역 자유화로 인해 전 세계적으로 관세 수준이 하락함에 따라 많은 국가에서 더욱 중요해졌는데, 부가가치세가 기본적으로 손실된 관세 수입을 대체했기 때문이다. 부가가치세의 비용과 왜곡이 높은 수입 관세로 인한 경제적 비효율과 집행 문제(예: 밀수)보다 낮은지 여부가 논의되고 있지만, 이론상으로는 부가가치세가 훨씬 더 효율적임을 시사한다.
특정 산업(예를 들어, 소규모 서비스)의 경우, 특히 현금 거래가 지배적인 산업에서 부가가치세 회피가 증가하는 경향이 있으며, 부가가치세는 이를 부추긴다는 비판을 받을 수 있다. 그러나 부가가치세는 부가가치의 적어도 일부를 포착하기 때문에 정부의 입장에서는 바람직할 수 있다. 예를 들어, 건물 계약자는 보통 매입 부가세를 돌려받을 수 없는 주택 소유자에게 현금(즉, 영수증 없이, 부가세 없이)을 위한 서비스를 제공하겠다고 제안할 수 있다. 따라서 주택 소유자는 더 낮은 비용을 부담하고 건물 계약자는 다른 세금(양도소득세 또는 근로소득세)을 피할 수 있다. 부가가치세 도입에 대한 비판의 또 다른 길은 소비자에게 전가되는 증가된 세금이 소비자가 지불하는 궁극적인 가격을 증가시킬 것이라는 것이다.

## 같이 보기
- 세계의 세율
- 부가가치세법